# Ramon Folc III de Cardona
Ramon Folc III de Cardona fou vescomte de Cardona (1155-1176). Era fill de Ramon Folc II i net de Bernat Amat, que li va fer de regent fins al 1151. Es va casar amb Elisabet, filla del comte Ermengol VI d’Urgell.